# Devils Elbow
Albums de The Mess Hall
Notes from a Ceiling
(2005)
Devils Elbow est le troisième album du groupe The Mess Hall et a été lancé le 27 octobre 2007, conjointement avec leur nouvel single, Keep Walking. Cet album a gagné le prix Australian Music Prize en 2007, un prix annuel pour l'album de l'année, en plus d'un prix en argent de 25 000$.

## Pistes
1. "Keep Walking" - 3:39
2. "Pulse"  - 4:33
3. "City Of Roses" - 3:50
4. "Load Left" - 4:16
5. "Lorelei" - 3:18
6. "Cookie" - 5:15
7. "Part 1" - 4:31
8. "Betty" - 4:19
9. "Buddy" - 4:11
10. "Be Not A Man" 4:04